# Marley Boyz
I Marley Boyz sono un gruppo reggae giamaicano fondato da Stephen Marley e Damian Marley, due dei figli di Bob e Rita Marley.

## Storia
Dopo lo scioglimento del gruppo Ziggy Marley and the Melody Makers nel 2002, Stephen e Damian decisero di continuare la carriera formando assieme i Marley Boyz. Nel 2003 pubblicano il loro primo album dal titolo Educated Fools.

## Discografia
- Educated Fools (2003)